# Listă de panglici colorate
Aceasta este o listă de panglici colorate. Semnificația din spatele panglicii depinde de culoarea și modelul acesteia. De când grupurile de advocacy au adoptat panglicile ca simbol al susținerii cauzelor lor, unele culori se referă la mai mult de o campanie de conștientizare, în timp ce unele cauze pot fi reprezentate de mai mult de o panglică.
| Panglică | Culoare                    | Semnificație |
| -------- | -------------------------- | --- |
|          | Alb                        | - Orbirea - Cancerul osos - Bolile oaselor - Cataracta congenitală - Hernia - Conștientizarea suicidului în rândul tinerilor gay - Miastenia Gravis - Exostozele multiple ereditare - Osteoporoza - Depresia postpartum - Imunodeficiența severă combinată - Cancerul de ochi - Dreptul la viață - Scolioza |
|          | Alb cu puncte roșii        | - Urticaria cronică |
|          | Albastru                   | - Conștientizarea recuperării din adicții - Alopecia - Spondilita anchilozantă - Sindromul respirator acut sever - Apraxia - Conștientizarea artritei - Leziunile de plex brahial - Conștientizarea oboselii cronice - Cancerul de colon - Cancerul colorectal - Conștientizarea craniosinostozei - Sindromul cri-du-chat - Sindromul vărsăturilor ciclice - Dizautonomia - Distonia - Infecția cu virusul Epstein-Barr - Paralizia Erb - Polipoza adenomatoasă familială - Conștientizarea serviciilor de asistență maternală - Sindromul Guillain-Barre - Conștientizarea hidranencefaliei - Boala Huntington - Leucodistrofiile - Conștientizarea encefalomielitei mialgice - Miozita - Boala oaselor fragile - Boala Pompe - Sindromul picioarelor neliniștite (sindromul Ekbom) - Mielita transversă - Conștientizarea sindromului Stevens-Johnson - Conștientizarea sclerozei tuberoase - Sindromul Usher - Conștientizarea bolii von Hippel-Lindau - Infecția cu virusul West Nile - Conducerea sub influența alcoolului - Abuzul asupra copiilor - Victimele uraganului Katrina - Anti-tutun, în particular fumatul second-hand (Canada) |
|          | Albastru deschis           | - Boala Addison - Boala Behcet - Bolile cronice - Sindromul Cushing - Sindromul DiGeorge (velo-cardio-facial) - Boala Basedow-Graves - Hiperaldosteronismul primar (sindromul Conn) - Sindromul Klinefelter - Limfedemul - Sănătatea bărbaților - Conștientizarea cancerului de prostată - Sindromul Shprintzen-Goldberg - Bolile tiroidiene - Sindromul de transfuzie twin to twin |
|          | Albastru deschis și mov    | - Boala mixtă de țesut conjunctiv |
|          | Albastru navy              | - Alopecia - Sindromul respirator acut sever - Artrita - Oboseala cronică (neurastenia) - Colita - Cancerul de colon și cancerul colorectal - Boala Crohn - Sindromul vărsăturilor ciclice - Infecția cu virus Epstein-Barr - Paralizia Erb - Sindromul Guillain-Barre - Histiocitoza X (histiocitoza cu celule Langerhans) - Boala Huntington - Sindromul Netherton (ihtioza) - Sindromul Koolen-de Vries - Boala Krabbe - Mastocitoza - Cancerul rectal - Sindromul picioarelor neliniștite - Prevenirea abuzului asupra copiilor - Drepturile victimelor - Libertatea de exprimare - Calitatea apei - Siguranța apei |
|          | Albastru și alb            | - Comemorarea victimelor masacrului de la liceul Columbine |
|          | Albastru și galben         | - Sindromul Down - Sindromul de apertură toracică - Solidarizarea cu poporul ucrainean în timpul Euromaidanului |
|          | Albastru, roșu și negru    | - Conștientizarea și acceptarea poliamorului |
|          | Argintiu                   | - Dizabilitățile mintale - Conștientizarea tulburărilor cerebrale - Boala Charcot-Marie-Tooth - Conștientizarea deficiențelor de vedere - Copiii cu dizabilități - Dislexia - Abuzul asupra persoanelor vârstnice - Encefalita - Conștientizarea cancerului ginecologic (Noua Zeelandă) - Conștientizarea rănirii cu instrumente medicale - Boala Niemann-Pick - Conștientizarea cancerului ovarian (Australia) - Boala Parkinson - Schizofrenia - Sciatica - Conștientizarea hărțuirii - Infecția cu citomegalovirus |
|          | Auriu                      | - Rabdomiosarcomul alveolar - Conștientizarea cancerului la copii - Rabdomiosarcomul embrionar - Neuroblastomul și osteosarcomul |
|          | Crem                       | - Paralizia - Traumatismele coloanei vertebrale - Afecțiunile coloanei vertebrale |
|          | Denim                      | - Conștientizarea bolilor genetice - Solidarizarea cu mișcarea democratică din Belarus |
|          | Galben                     | - Adenosarcomul - Cancerul biliar - Cancerul osos - Malformațiile congenitale ale feței și maxilarelor - Conștientizarea endometriozei - Sarcomul Ewing - Hidrocefalia - Cancerul de ficat - Afecțiunile hepatice - Copiii dispăruți - Liposarcomul mixoid - Osteosarcomul - Obezitatea - Sarcomul - Spina bifida - Prevenirea suicidului |
|          | Gri                        | - Alergiile - Deficitul de alfa-1 antitripsină - Afazia - Conștientizarea astmului - Conștientizarea cancerului cerebral - Tumorile cerebrale - Conștientizarea tulburării de personalitate borderline - Diabetul (mai frecvent, diabetul este simbolizat prin cercul albastru, așa cum a fost desemnat de către Federația Internațională de Diabet) |
|          | Indigo                     | - Solidarizarea cu victimele hărțuirii online |
|          | În dungi de zebră          | - Conștientizarea tumorilor carcinoide și neuroendocrine - Conștientizarea sindromului Ehlers-Danlos - Cancerul endocrin - Imunodeficiențele înnăscute (primare) - Conștientizarea bolilor rare - Conștientizarea importanței vaccinării |
|          | În dungi de zebră argintii | - Sindromul Stiff-Person |
|          | Jad                        | - Hepatita B - Cancerul hepatic |
|          | Lavandă                    | - Conștientizarea cancerului (toate tipurile) - Conștientizarea craniostenozei (craniosinostozei) - Conștientizarea epilepsiei - Cancerul ginecologic - Paralizia periodică hipokalemică - Spasmele infantile - Sindromul Rett |
|          | Maro                       | - Anti-fumat - Cancerul de colon și cancerele colorectale - Polipoza adenomatoasă familială |
|          | Model cu nori              | - Hernia diafragmatică congenitală |
|          | Model de dantelă           | - Osteoporoză |
|          | Model de girafă            | - Disrafismul spinal ocult |
|          | Model de puzzle            | - Conștientizarea autismului - Sindromul Asperger |
|          | Model în Z                 | - Hipersomnia idiopatică |
|          | Mov                        | - ADHD - Conștientizarea bolii Alzheimer - Conștientizarea malformației Arnold-Chiari - Conștientizarea hemiplegiei și AVC-ului la copii - Durerea cronică și acută - Boala Crohn - Conștientizarea colitei - Conștientizarea fibrozei chistice - Conștientizarea violenței domestice - Sindromul Edwards (trisomia 18) - Epilepsia - Conștientizarea fibromialgiei - Conștientizarea hidrosadenitei supurative - Leiomiosarcomul - Conștientizarea lupusului - Degenerescența maculară - Supraviețuitorii meningitei - Mucolipidoza - Conștientizarea neuropatiei - Conștientizarea cancerului pancreatic - Nașterea prematură - Pancreatita - Retinopatia (retinita pigmentară) - Sindromul Rett - Sarcoidoza - Victimele homofobiei - Cancerul tiroidian - Conștientizarea bolii Creutzfeldt-Jakob - Prevenirea crimelor motivate de ură, a bullying-ului și a suicidului - Toleranța religioasă - Abuzul asupra animalelor |
|          | Negru                      | - Simbolul doliului și al comemorării celor decedați - Conștientizarea melanomului - Narcolepsia - Ciroza biliară primitivă - Apneea de somn - Tulburările de somn |
|          | Negru și portocaliu        | - Panglica Sfântului Gheorghe, purtată pentru a celebra Ziua Victoriei (9 mai) în fostele republici sovietice |
|          | Negru și roșu              | - Ateismul |
|          | Periwinkle                 | - Conștientizarea tulburărilor de alimentație - Anorexia - Bulimia - Eozinofilia - Cancerul esofagian - Cancerul gastric - Sindromul de colon iritabil - Conștientizarea hipertensiunii pulmonare - Cancerul intestinului subțire |
|          | Perlă și auriu             | - Conștientizarea cancerului pulmonar |
|          | Piersică                   | - Cancerul endometrial - Cancerul de col uterin - Cancerul vaginal |
|          | Portocaliu                 | - ADHD - Asociată de protestatarii anti-Kucima cu Revoluția Portocalie din Ucraina - Boala pulmonară obstructivă cronică - Diversitatea culturală - Cancerul renal - Conștientizarea leucemiei - Lupus - Melanomul - Conștientizarea malnutriției - Conștientizarea sclerozei multiple - Distrofia simpatică reflexă - Conștientizarea automutilării - Tulburarea de procesare senzorială - Cancerul spinal - Sindromul Prader-Willi |
|          | Roșu                       | - Conștientizarea HIV/SIDA - Sindromul Apert - Bronșiolita acută - Victimele incendiilor - Bolile cardiovasculare - Malformațiile cardiace congenitale - Bolile cardiace congenitale - Insuficiența cardiacă congestivă - Anemia Diamond-Blackfan - Insuficiența vegetativă periferică (dizautonomia) - Epidermoliza buloasă - Sindromul Evans - Bolile de inimă - Hemofilia - Hipertensiunea arterială - Sindromul Q-T lung - Limfomul - Sindromul Marfan - Sindromul Poland - Distrofia simpatică reflexă - Accidentul vascular cerebral - Conștientizarea abuzului de substanțe - Tahicardia supraventriculară - Purpura trombotică trombocitopenică - Tuberculoza - Conștientizarea vasculitei - Boala von Willebrand - Granulomatoza Wegener - Sindromul Wolff-Parkinson-White |
|          | Roșu burgund               | - Conștientizarea adulților cu dizabilități - Amiloidoza - Sindromul antifosfolipidic - Malformațiile arterio-venoase - Conștientizarea anevrismelor cerebrale - Higroma chistică - Durerile de cap - Hemangioma și malformațiile vasculare - Hemocromatoza ereditară - Sindromul Hughes - Malformațiile limfatice - Meningita - Mielomul multiplu (boala Kahler) - Sindromul post-polio - Anemia falciformă - Sindromul Sturge-Weber - Trombofilia - Sindromul Williams |
|          | Roșu scarlet               | - Solidarizarea cu ateii din toată lumea pe 21 iunie în fiecare an |
|          | Roșu și muștariu           | - Trombocitopenia neonatală aloimună |
|          | Roșu, galben și albastru   | - Conștientizarea trisomiei |
|          | Roz                        | - Conștientizarea cancerului mamar - Mamele - Moașele |
|          | Roz și albastru deschis    | - Embolia cu lichid amniotic - Malformațiile congenitale - Integritatea genitală - Cancerul de sân la bărbați - Hiperemeza gravidică - Hiperamoniemia - Conștientizarea infertilității - Conștientizarea cancerului de sân inflamator - Pierderea unei sarcini și moartea neonatală - Sindromul morții subite la bebeluși - Nașterea prematură - Sindromul de transfuzie twin to twin - Sindromul Turner - Bronșiolita la sugari - Mișcarea pro-life |
|          | Roz și roșu                | - Conștientizarea febrei hemoragice Ebola |
|          | Turcoaz cu puncte albe     | - Afecțiunile limfatice |
|          | Verde                      | - Cancerul glandelor suprarenale - Tulburarea bipolară - Bronșiolita acută - Conștientizarea paraliziei cerebrale - Depresia - Conștientizarea craniosinostozei - Conștientizarea piticismului - Prevenirea rănilor oculare - Sindromul Fanconi - Fibrodisplazia osificantă progresivă - Gastropareza - Glaucomul - Cancerul renal - Leucemia - Alfabetismul - Psihoza maniaco-depresivă - Sănătatea mintală - Bolile mintale - Sindromul nefrotic - Defectele tubului neural - Neurofibromatoza - Conștientizarea transplantului și donării de organe - Conștientizarea bolii mitocondriale - Colangita sclerozantă primitivă - Afecțiunile coloanei vertebrale - Cercetarea cu celule stem - Donarea de țesuturi - Sindromul Tourette - Conștientizarea traumatismelor craniene - Siguranța pietonilor - Protecția mediului |
|          | Verde lime                 | - Distrofia musculară Duchenne - Gastroschizisul - Sindromul Kabuki - Boala Lyme - Limfomul - Boala Sandhoff - Traumatismele coloanei vertebrale |
|          | Verde-lișiță               | - Conștientizarea bullying-ului - Agorafobia - Tulburările de anxietate - Conștientizarea bolii Batten - Cancerul cervical - Conștientizarea herniei diafragmatice congenitale - Tulburarea de identitate disociativă - Sindromul Rapp-Hodgkin (displazia ectodermală anhidrotică) - Hemimelia fibulară - Alergiile alimentare - Sindromul X fragil (sindromul Martin-Bell) - Cancerul ginecologic - Conștientizarea cistitei interstițiale și a sindromului vezicii dureroase - Conștientizarea rănilor la genunchi - Sindromul marker X - Conștientizarea traumei sexuale militare - Conștientizarea miasteniei Gravis - Tulburarea obsesiv-compulsivă - Cancerul ovarian - Tulburarea de panică - Conștientizarea sindromului ovarelor polichistice - Boala polichistică renală - Tulburarea de stres post-traumatic - Paralizia supranucleară progresivă - Deficiența femurală focală proximală - Sclerodermia - Conștientizarea agresiunii și violenței sexuale - Sindromul Tourette - Nevralgia de trigemen - Victimele tsunamiurilor - Cancerul de col uterin - Cancerul vulvar                                                           |
|          | Verde-lișiță și alb        | - Cancerul cervical |
|          | Verde și albastru          | - Pseudotumora cerebrală |
|          | Violet                     | - Conștientizarea limfomului Hodgkin - Cancerul testicular |

## Vezi și
- Listă de boli
- Listă de culori